# Karl Steffensen

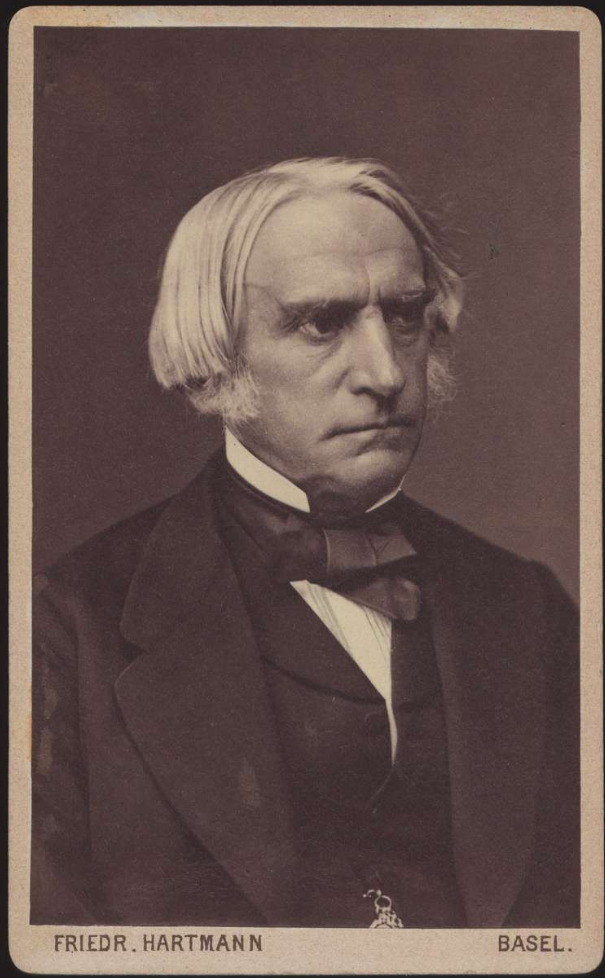
Karl Steffensen

Karl Christian Friedrich Steffensen (* 25. April 1816 in Flensburg; † 11. Dezember 1888 in Basel) war ein deutscher Philosoph. Er war von 1854 bis 1879 Professor an der Universität Basel und nahm 1859 das Basler Bürgerrecht an.

## Biografie
Karl Steffensen wurde 1816 in Flensburg im Herzogtum Schleswig geboren. Sein Vater war der Pädagoge Asmus Steffensen, sein älterer Bruder der Theologe Jürgen Heinrich Steffensen (1814–1854).
Im Herbst 1834 nahm Steffensen in Kiel ein Studium der Jurisprudenz und der Geschichte auf. Ab 1835 verbrachte er ein Jahr in Berlin, wo Leopold von Ranke und Friedrich Carl von Savigny zu seinen Lehrern zählten. Von einer Dissertation über die Rechtsphilosophie des Mittelalters hielt ihn im Sommer 1838 zunächst eine Herzerkrankung ab. Nach einem längeren Kuraufenthalt in Südfrankreich und Italien promovierte er schließlich am 30. Oktober 1841 in Kiel zum Doktor der Philosophie. Es folgten Tätigkeiten als Hauslehrer, u. a. in Paris. Herzog Christian August von Schleswig-Holstein-Augustenburg berief ihn 1845 zum Erzieher seiner beiden Söhne Friedrich und Christian. Nach der Erhebung Schleswig-Holsteins am 24. März 1848 war Steffensen als Sekretär und diplomatischer Agent für den Herzog tätig, in London und Frankfurt am Main und Berlin. Er verteidigte die Politik des Herzogs in einem anonym veröffentlichten Sendschreiben an den ächten Adel deutscher Nation (Leipzig 1850).
Im Jahr 1852 habilitierte sich Steffensen als Privatdozent in Kiel. Das erste philosophische Manuskript Steffensens – den Aufsatz Religion, Politik und Philosophie in nächster Zukunft – veröffentlichte der Schweizer Historiker Johann Heinrich Gelzer in seinen Protestantischen Monatsblättern. Steffensen hatte Gelzer 1840 in Rom kennengelernt, und der Vermittlung Gelzers war es auch zu verdanken, dass Steffensen am 10. Juni 1854 als ordentlicher Professor für Philosophie nach Basel berufen wurde. Er wurde Nachfolger des im Jahr zuvor verstorbenen Friedrich Fischer. In den Jahren 1862 und 1864 war Steffensen Rektor der Universität; im September 1873 verlieh ihm die theologische Fakultät die Ehrendoktorwürde. Eine Berufung nach Leipzig im Jahr 1860 lehrte Steffensen ab. 1867 wurde in Basel ein zweiter Lehrstuhl für Philosophie errichtet, auf den Wilhelm Dilthey berufen wurde. Im April 1879 trat Steffensen in den Ruhestand.
Seine letzten Lebensjahre widmete Steffensen der Kirchenpflege. Er war von 1874 bis 1884 Mitglied des Basler Kirchenrats und blieb bis zu seinem Tod Mitglied der Synode. Am 12. Dezember 1888 erlag Steffensen einer Lungenentzündung.
Karl Steffensen war seit dem 14. Juli 1859 mit der Baslerin Maria Margaretha Burckhardt (1831–1908) verheiratet, der Tochter des Ratsherrn und Juristen Christoph Burckhardt-Heß (1805–1835). Die Ehe blieb kinderlos.

## Wirken
Steffensens Interesse galt der Geschichts- und Religionsphilosophie. In Vorlesungen und Monographien setzte er sich mit Sokrates und Meister Eckhart auseinander; unter den zeitgenössischen Philosophen haben ihn Schleiermacher und Schelling besonders beeinflusst.
Das schriftstellerische Werk Steffensens ist von geringem Umfang. Steffensen war in Basel als Dozent geschätzt; seine Vorlesungen wurden auch von Theologen besucht. Während seiner Kieler Dozentur zog Steffensen ebenfalls eine reiche Hörerschaft an. In einem Brief Karl Wilhelm Nitzschs an Droysen heißt es: „Steffensen geht es über Erwarten leiblich gut, er liest dabei Logik vor zwanzig und Geschichte der Philosophie vor zwölf Zuhörern, während Thaulow knapp und Harms gar nicht zum Lesen gekommen sind.“
Über den wissenschaftlichen Stil Karl Steffensens urteilte der Basler Rechtshistoriker Eduard His 1941: „Steffensen war vor allem [...] ein Erzieher der Studenten zur Philosophie. Darin lag seine Hauptstärke. [...] In seinen Schriften um im Druck erschienenen Vorträgen zeigte sich eine gewisse Schwerfälligkeit der Gedankenführung, ein tiefsinniges, bisweilen grüblerisches Forschen und Ringen nach der richtigen Erkenntnis, welche das Lesen nicht leicht machten. Seine ganze Philosophie baute sich eklektisch auf der Grundlage von Religion und Geschichtserkenntnis auf, während er naturwissenschaftlichen Problemen fernblieb.“ Die von His erwähnte Geringschätzung der Naturwissenschaft brachte Steffensen im Januar 1861 in zwei vor der Basler „Historischen Gesellschaft“ gehaltenen Vorträgen Über Sokrates. Mit Beziehung auf einige Zeitfragen zum Ausdruck. Johann Jakob Bachofen verglich ihn daraufhin mit dem skandalumwitterten Theologen David Friedrich Strauß und kommentierte: „In einer Vorlesung über Sokrates, der eine große Zahl Basler Xanthippen beiwohnte, hat unser Staats-Philosoph die Naturforscher hinter den Ofen, wenn nicht gar vor die Thüre gestellt, wo sie eigentlich hingehören. Jetzt große Aufregung ... Gegenvorlesungen ...“
Das von Rudolf Eisler herausgegebene Philosophen-Lexikon (Berlin 1912) fasst Steffensens philosophische Position in einem Satz so zusammen: „In der Geschichte kommt es auf das Individuelle und auf ideale Mächte als Manifestationen Gottes an.“ Der Basler Philosoph Heinrich Barth resümierte 1960: „Im Mittelpunkte von Steffensens philosophischem Denken stand das Problem der Geschichte. Von dem unergründlichen Geheimnis geschichtlichen Geschehens, das sich aller weltlichen und geistlichen Doktrin entzieht, war er tief durchdrungen. Die Widerstände der geistfeindlichen Mächte gegen alle höhere Ordnung standem ihm lebendig vor Augen. Das Wirken des Geistes in der Geschichte ist ihm zu einem um so größeren Wunder geworden.“
Steffensens Nachlass befindet sich in der Universitätsbibliothek Basel.

## Werke
- Die äußerste Rechte und Schleswig-Holstein. Ein Sendschreiben an den ächten Adel deutscher Nation. Leipzig 1850. (Digitalisat)
- (Postum:) Gesammelte Aufsätze. Mit einem Vorwort von Rudolf Eucken. Basel 1890.
- (Postum:) Zur Philosophie der Geschichte. Auszüge aus seinem handschriftlichen Nachlass. Mit einem Vorwort von Rudolf Eucken. Basel 1894.